# Tony Easley
Tony Bernard Easley Jr. (Auburn, Alabama, 15 de julio de 1987) es un jugador de baloncesto estadounidense. Con 2,06 metros de estatura, juega en la posición de pívot.

## Trayectoria deportiva
Formado en la universidad de Murray State. 
Tras no ser drafteado en 2010, debutaría como profesional en Italia, donde realizaría la gran parte de su trayectoria deportiva, ya que jugó durante 6 temporadas en las filas de Fulgor Libertas Forlì, Dinamo Sassari, Reyer Venezia, Juvecaserta Basket, Pistoia Basket 2000 y Eurobasket Roma.
También, tendría experiencias en Finlandia, Turquía e Israel.
En verano de 2017, firma con el Tigers Tübingen, para jugar su primera temporada en la Basketball Bundesliga, procedente del Eurobasket Roma donde promedió 15.9 puntos y 9.2 rebotes por partido, para reemplazar a su compatriota Brandon Peterson.